# Orocharis ocellaris
Orocharis ocellaris är en insektsart som beskrevs av Henri Saussure 1897. Orocharis ocellaris ingår i släktet Orocharis och familjen syrsor. Inga underarter finns listade i Catalogue of Life.